# Signori, marchesi e duchi d'Elbeuf

Stemma dei duchi d'Elbeuf

La Seigneurie d'Elbeuf, in seguito un marchesato, ducato e dignità di Pari, si basava sul territorio d'Elbeuf nel Vexin, posseduto prima dai conti di Valois e poi dai conti di Meulan prima di passare al casato di Harcourt. Nel 1265, fu eretto a seigneurie per loro. Occupato dagli inglesi dal 1419 al 1444, passò per matrimonio ai Lorena-Vaudémont, un ramo cadetto del sovrano Casato di Lorraine, nel 1452. Quando Renato di Vaudémont ereditò la Lorena, lasciò l'eredità di Harcourt, incluso Elbeuf, al suo secondogenito maschio Claudio, Duca di Guisa. Elbeuf fu elevato a marchesato nel 1528. Claudio, a sua volta, lasciò Elbeuf al figlio minore Renato. Fu elevato a paria ducale nel 1581 per suo figlio Carlo, il titolo si estinse nel 1825.

## Signori d'Elbeuf (1265)

### Casato di Harcourt
- Giovanni I di Harcourt (1265–1288)
- Giovanni II di Harcourt (1288–1302), anche Signore di Harcourt
- Giovanni III di Harcourt (1302–1329), anche Signore di Harcourt
- Giovanni IV di Harcourt (1329–1346), anche Conte di Harcourt
- Giovanni V di Harcourt (1346–1355), anche Conte di Harcourt ed Aumale
- Giovanni VI di Harcourt (1355–1389), anche Conte di Harcourt ed Aumale
- Giovanni VII di Harcourt (1389–1419), anche Conte di Harcourt ed Aumale

### Signori inglesi
- Tommaso Plantageneto, I duca di Clarence (1419–1421)
- Giovanni Plantageneto, I duca di Bedford (1421–1425)
- Thomas Beaufort, I duca di Exeter (1425–1426)
- John Beaufort, I duca di Somerset (1426–1444)

### Casato di Harcourt (restaurato)
- Giovanni VII di Harcourt (1444–1452), anche conte di Harcourt ed Aumale
- Maria di Harcourt (1452–1476), sposò Antonio di Vaudémont

### Casato di Lorena
- Antoine, conte di Vaudémont (1452–1458) (con Maria)
- Giovanni di Vaudémont (1458–1473) (con Maria), anche conte di Harcourt ed Aumale
- Renato II, duca di Lorena (1473–1508) (con Maria 1473–1476)
- Claudio, duca di Guisa (1508–1528)

## Marchesi d'Elbeuf (1528)
- Claudio, duca di Guisa (1528–1550)
- Renato, marchese d'Elbeuf (1550–1556)
- Carlo, marchese d'Elbeuf (1556–1582)

## Duchi d'Elbeuf (1582)
- Carlo I, duca d'Elbeuf (1582–1605)
- Carlo II, duca d'Elbeuf (1605–1657)
- Carlo III, duca d'Elbeuf (1657–1692) suocero di Carlo IV, duca di Mantova
- Enrico, duca d'Elbeuf (1692–1748)
- Emanuele Maurizio, duca d'Elbeuf (1748–1763)
- Carlo Eugenio, duca d'Elbeuf (1763–1825)